# ジェイソン・クライス
ジェイソン・クラレンス・クライス（Jason Clarence Kreis、1972年12月29日 - ）は、アメリカ合衆国・ネブラスカ州オマハ出身の元サッカー選手、サッカー指導者。

## 選手時代
クライスは、故郷のネブラスカ州オマハにあるグラディエーター・サッカークラブでプレーしていた。その後、バーク高校の新入生として、クライスは全州選抜に選ばれた。彼は選抜に選ばれた唯一の新入生であった。翌年、クライスと彼の家族はルイジアナ州マンデビルに移り、そこでマンデビル高校をいくつかのクラス5A州サッカートーナメントに導いたが、準々決勝でラファイエット高校に敗れた。
その後、1991年にノースカロライナ州ダーラムのデューク大学に進学した。

### マイナーリーグ
1993年の夏の間、 USISLのローリー・フライヤーズでプレーした。 1994年の夏には、ルイジアナに戻り、同じくUSISLのニューオーリンズ・リバーボートギャンブラーでプレー。1995年の春にローリー・フライヤーズとの最初のプロ契約に署名した。

### ダラス・バーン
1995年8月1日、メジャーリーグサッカーと契約を結び、ドラフトの5巡目でダラス・バーンによって全体の43番目に指名された。彼はバーンの歴史の中で最初のゴールを決めた。 1999年、アメリカ生まれの選手として初のリーグMVPを獲得。リーグ史上初のシーズン15得点・15アシストも記録した。 オールスターには5回出場し、通算で5得点を挙げた。
2004年6月26日、D.C.ユナイテッド戦でリーグ通算89得点目を決め、ロイ・ラシターを抜いてリーグの通算得点数でトップに躍り出た。この記録はハイメ・モレノが2007年8月22日に記録を更新するまで、3年以上にわたり破られることは無かった。ダラス・バーンでは9シーズンを過ごし、合計91得点と65アシストで247ポイントを獲得し、プレーオフで4ゴールと2アシストを追加して終了した。出場試合数（247）・得点（91）・アシスト（65）・ポイント（247）はダラス史上最高の記録であり続けている。

### レアル・ソルトレイク
2004年11月17日、翌年からMLSに加盟することが決まっていたレアル・ソルトレイクに移籍し、クラブの歴史の中で最初の選手となった。開幕2戦目のロサンゼルス・ギャラクシー戦でソルトレイクの歴史の最初のゴールを決めた。これにより、2つの異なるチームでチームの歴史上初の得点を記録したリーグ史上初の選手となった。
2005年8月13日、カンザスシティ・ウィザーズ戦でMLS史上初の通算100得点を達成した。同じ1996年度にプロ入りした選手には、エリック・ウィナルダ、ブライアン・マクブライド、ジョー・マックス・ムーアなどストライカーがおり、特に危険なゴールスコアラーと見なされたことはなく、1999年に一度だけリーグ得点王であったクライスが達成したことは、予想外のものと見なされた。
2006年、MLS拡張ドラフトが行われるにあたり、チームからプロテクトされず、その後ドラフトでトロントFCによって指名された。その後2006年11月17日にソルトレイクが再び買収し、その代わりにトロントに部分的な割り当て金を送金された。

### 代表
通算で14試合に出場。1996年8月30日に、ロサンゼルス・メモリアル・コロシアムで行われたエルサルバドル戦で代表デビューを果たした。1999年9月8日、キングストンでのジャマイカ戦で代表初ゴールを挙げた。これが代表唯一のゴールであった 。

## 指導者時代

### レアル・ソルトレイク
2007年5月3日、現役を引退し、ジョン・エリンガーの後任としてレアル・ソルトレイクの監督に就任。2008年にチームを初のプレーオフ出場に導き、2009年にはチームを初のMLSカップ優勝に導いた。その後も2013年までのすべてのシーズンでチームをプレーオフに導いた。2011年にはCONCACAFチャンピオンズリーグに出場。グループAを首位で通過し、トーナメントも決勝まで進出したが、CFモンテレイに合計で3–2で敗れ、優勝は逃した。
2011年、レアル・ソルトレイクはクライスの現役時代の背番号であった9番を永久欠番とした。
2013年、レアル・ソルトレイクでの契約が終了し、延長のオファーがあったものの拒否した。

### ニューヨーク・シティFC
2013年12月11日、2015年からMLSに参戦することが決まっていたニューヨーク・シティFCの初代監督に就任した。チームはレギュラーシーズンで10勝17敗7分でイースタンカンファレンスで8位になり、2015MLSカッププレーオフに敗退した。その後、2015年11月2日に退任した。

### オーランドシティSC
2016年7月19日、エイドリアン・ヒースの後任としてオーランドシティSCの監督に就任した。就任後最初の試合では、クラブを2か月ぶりの勝利に導いた。2018年6月15日、監督を退任した。

### U-23アメリカ代表
2019年3月19日、U-23アメリカ代表の監督に就任した。

### フォート・ローダーデールCF
2020年2月15日、クライスはインテル・マイアミCFの下部組織であるUSLリーグ1のフォート・ローダーデールCFを指導した。

### インテル・マイアミ
2021年3月1日、インテル・マイアミCFのアシスタントコーチに就任した。